# مطالعات کتاب مقدس
مطالعات کتاب مقدس (انگلیسی: Biblical studies) کاربرد آکادمیک مجموعه ای از رشته‌های دانشگاهی متنوع برای مطالعه کتاب مقدس (عهد عتیق و عهد جدید) است. این رشته برای تئوری و روش‌های خود از رشته‌های تاریخ باستان، روش تاریخی-انتقادی، لغت‌شناسی، الهیات، تصحیح متون،  نقد ادبی، پیشینه‌های تاریخی، اسطوره و دین‌شناسی تطبیقی استفاده می‌کند.